# Grottazzolina
Grottazzolina település Olaszországban, Marche régióban, Fermo megyében. Lakosainak száma 3174 fő (2023. január 1.). Grottazzolina Fermo, Monte Giberto, Ponzano di Fermo, Rapagnano, Belmonte Piceno, Magliano di Tenna, Montottone és Montegiorgio községekkel határos.

## Népesség
A település lakossága az elmúlt években az alábbi módon változott:
| Lakosok száma | 3382 | 3333 | 3218 | 3174 |
|               | 2017 | 2018 | 2022 | 2023 |